# Heterocerus hankae
Heterocerus hankae là một loài bọ cánh cứng trong họ Heteroceridae. Loài này được Skalický miêu tả khoa học đầu tiên năm 1998.